# Rue de l'Égout
Vous pouvez partager vos connaissances en l’améliorant (comment ?) selon les recommandations des projets correspondants.
La rue de l'Égout, ou rue de l'Égout-Saint-Germain, est une ancienne voie du 6e arrondissement de Paris, dans le quartier Saint-Germain-des-Prés. Elle disparait à la fin des années 1860 lors du prolongement de la rue de Rennes.

## Situation

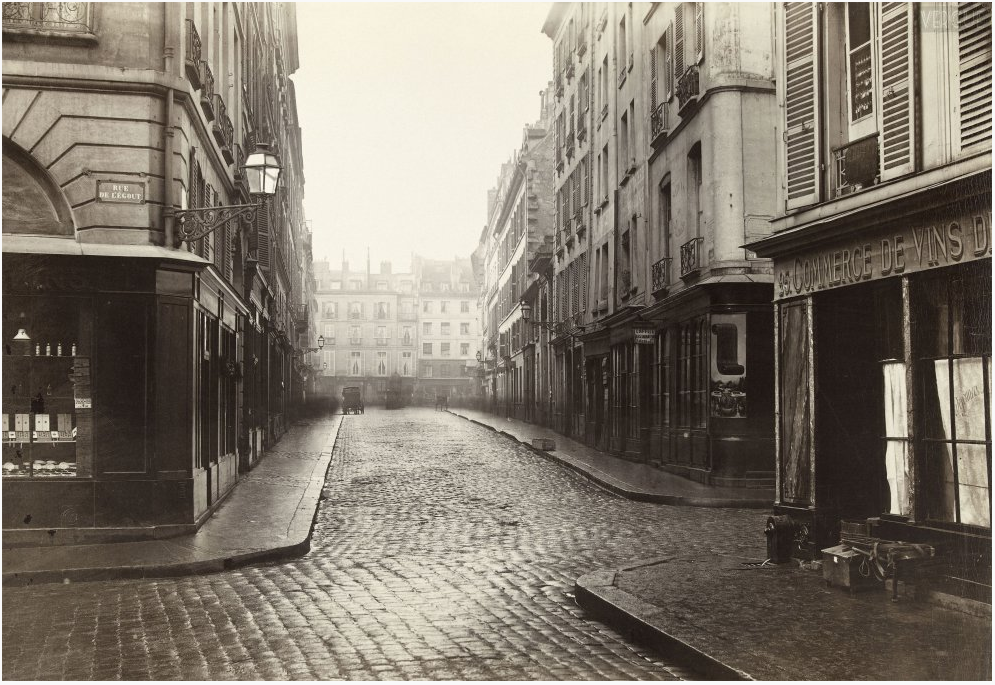
Angle de rue de l’Égout et de la rue Taranne depuis le carrefour Saint-Benoît (photo de Charles Marville).

Cette voie commençait au 43, rue Sainte-Marguerite (rue Gozlin depuis 1864) et au 42, rue Saint-Benoît, au niveau du carrefour Saint-Benoît, pour finir aux 52-54, rue du Four. La rue se prolongeait au nord par la rue Saint-Benoît,.
Aboutissaient dans la rue :
- la petite-rue de Taranne (rue Bernard-Palissy après 1864), côté pair ;
- la cour du Dragon, côté pair ;
- la rue Sainte-Marguerite (rue Gozlin depuis 1864), côté impair.

## Origine du nom
La rue est nommée d'après un égout à ciel ouvert creusé en 1578 pour l’écoulement des eaux de la rue du Four et de ses environs. Elle a également été dénommée « rue de l'Égout-Saint-Germain » pour la démarquer de la rue de l'Égout-Sainte-Catherine, renommée par la suite « rue du Val-Sainte-Catherine », puis rue de Turenne en 1865.

## Histoire
La rue n'est pas citée pas dans Le Dit des rues de Paris en 1300. Mais elle apparait dans le censier de 1355 sous le nom de « rue Forestier », en référence à un certain Jehan Forestier « pour sa masure que l’on dit à la Lanterne ». Elle est ensuite dénommée « rue de la Courtille » car elle conduisait à la courtille de l'abbaye de Saint-Germain-des-Prés. Au XVe siècle, elle est nommée « rue de Tarennes », du fait de la proximité de l'hôtel de Tarennes (qui donne son nom à la grande-rue Taranne, aujourd'hui disparue, et à la petite-rue Taranne, renommée rue Bernard-Palissy en 1864). Au XVIe siècle, elle est également dénommée « rue des Vaches » car les vaches du bourg Saint-Germain y passaient, lorsqu’on les menait aux pâturages des îles. Dès le XVIIe siècle, elle est connue sous le nom de « rue de l'Égout ».
L'égout était franchissable par un pont de pierre qui était situé en face de la rue Taranne. Ce pont disparut probablement lorsque l'égout a été recouvert vers 1640.
En 1652, un manège d’équitation est établi dans la rue. À partir de 1687, il est connu sous le nom d'« Académie du sieur de Longpré, établissement dédié à la bonne éducation des jeunes gentilshommes ». Vers 1732, Antoine Crozat lotit les terrains et fait tracer la cour du Dragon. Le portail sur la rue de l'Égout est décoré d'une sculpture de dragon par Paul-Ambroise Slodtz.
Le prolongement de la rue de Rennes au nord de la rue de Vaugirard est déclaré d'utilité publique le 28 juillet 1866 ; la rue de l'Égout est alors officiellement supprimée,,.